# Gagea kuraminica
Gagea kuraminica är en liljeväxtart som beskrevs av Igor Germanovich Levichev. Gagea kuraminica ingår i Vårlökssläktet och i familjen liljeväxter. Inga underarter finns listade.